# The Heart of Ezra Greer
The Heart of Ezra Greer è un film muto del 1917 diretto da Émile Chautard.

## Trama
Ezra Greer è un buon vecchio che lavora come maggiordomo. Facendo grossi sacrifici, è riuscito a far studiare la figlia Mary, mandandola al college. Lì, la ragazza conosce e si innamora di John Denbeigh, un ricco rampollo che vorrebbe sposarla. Ma il tutore del giovane è nettamente contrario a quelle nozze e John lascia Mary. Incinta, la ragazza si vergogna di tornare a casa e si arrangia come può come cucitrice.
Ezra, alla ricerca della figlia, trova lavoro presso John, senza sapere che quello è l'uomo che l'ha sedotta. John, nel frattempo, ha allacciato una relazione con Amy Le Vere, fascinosa mangiatrice di uomini. Ma, un giorno trova sulla porta di casa un trovatello: lui non lo sa, ma quello è suo figlio che, Mary, dopo aver partorito, ha deciso di lasciare a lui.
Il vecchio Ezra si prende cura del piccolo e convince John a cercare di scoprire l'identità della madre. John, dopo aver lasciato la sua femme fatale, si renderà conto che il piccolo è suo. Ritrovata Mary, la famiglia si ricompone con l'aggiunta di nonno Ezra.

## Produzione
Fu l'ultimo film prodotto dalla Thanhouser Film Corporation.

### Cast
Frederick Warde (1851-1935) era un noto attore shakespeariano inglese che, nella sua carriera, girò negli Stati Uniti undici film.
Helen Badgley (1908-1977). Famosa attrice bambina, era conosciuta anche come The Thanhouser Kidlet, un appellativo coniato per lei nel 1912. Nel 1917, la giovanissima attrice - aveva nove anni - lasciò il cinema dopo la chiusura della sua casa di produzione di cui The Heart of Ezra Greer fu l'ultimo film.

## Distribuzione
Distribuito dalla Pathé Exchange (Pathé Gold Rooster Play), uscì nelle sale cinematografiche statunitensi il 7 ottobre 1917.
Non si conoscono copie ancora esistenti della pellicola che viene considerata presumibilmente perduta.